# Neptunea lyrata
Espèce
Synonymes
- Chrysodomus middendorffii Cooper, 1859[2]
- Fusus succinctus Menke, 1829[2]
- Murex lyratus Gmelin, 1791[2]
- Neptunea lyrata lyrata (Gmelin, 1791)[2]

Neptunea lyrata est une espèce de mollusques appartenant à la famille des Buccinidae.

## Répartition
Neptunea lyrata se rencontre sur les côtes est de l’Amérique du Nord.

## Description
Neptunea lyrata mesure jusqu'à 75 mm de longueur.

## Liste des sous-espèces
Selon World Register of Marine Species (28 mai 2011) :
- sous-espèce Neptunea lyrata decemcostata (Say, 1826)
- sous-espèce Neptunea lyrata lyrata (Gmelin, 1791)

## Source
- Arianna Fulvo et Roberto Nistri (2005) : 350 coquillages du monde entier. Delachaux et Niestlé (Paris) : 256 p.  (ISBN 2-603-01374-2)